# カ・ペーザロ
カ・ペーザロ（イタリア語: Ca' Pesaro）はイタリアのヴェネツィアにあるカナル・グランデに面する宮殿であり、現在は国際現代美術館となっている。ヴェネツィアでのバロック建築の第一人者の一人であるバルダッサーレ・ロンゲーナにより設計され、後にGian Antonio Gaspariの手により1710年に完成した。

## 建物
17世紀中頃にペザーロ家の依頼によりバルダッサーレ・ロンゲーナが設計を行い、1659年ごろから建設が始まった。陸地側の建物は1676年に完成したが、カナル・グランデに面する建物正面(ファサード)はバルダッサーレ・ロンゲーナが亡くなった後も完成しておらず、ペザーロ家が後にGian Antonio Gaspariへ依頼して1710年に完成した。

バロック建築を元に、古典様式風の巨大な柱を擁したアーチを使って開廊(ロッジア)をファサードに用いた印象的な宮殿となっている。当初バルダッサーレ・ロンゲーナはカ・ペーザロの設計にあたって、ヴェネツィア建築の大家ヤーコポ・サンソヴィーノからの影響が多く見られ、斬新さ、豪華さ、複雑さ、力強さが非常にうまくまとまっている。1階のファサード部分は、表面をゴツゴツした岩の表面を柱やアーチに使い明暗を表現(キアロスクーロ)されており、2階部分は穹隅やエンタブラチュアで装飾されている。エントランスホールは建物全体の吹き抜けとなっており、中庭やテラスなどに隣接する。

天井部分は多くの著名画家のフレスコ画などが良い状態で保存されており、また著名な画家たちの絵画(アルヴィーゼ・ヴィヴァリーニ、ヴィットーレ・カルパッチョ、ジョヴァンニ・ベリーニ、ジョルジョーネ、ティツィアーノ・ヴェチェッリオ、ティントレットなど)をペザーロ家のコレクションとして保管されていたが、1830年までにペザーロ家の最後の継承者が生前にロンドンでオークションにかけてしまい散逸してしまった。

その後宮殿はGradenigo家に譲渡され、またArmenian Mechitarist Fathers(ベネディクト会の一会派)の大学として使用されていた事もあった。最終的にBevilacqua家の手に渡りBevilacqua La Masa財団の所有物となりFelicita侯爵夫人の遺言により市に寄贈され、1902年に市議会は2度目のヴェネツィア・ビエンナーレが開催された事も踏まえ宮殿を国際現代美術館として使用する事を決定した。また1908年から1924年にかけてBevilacqua La Masa財団が主催して若い芸術家(ウンベルト・ボッチョーニなど)の作品を展示していた。

## 国際現代美術館として
現在宮殿は国際現代美術館として使用されており、19世紀から20世紀の現代美術品が展示されている。
- Room1：19世紀後期頃のヴェネツィアの芸術家達の作品
- Room2：19世紀頃のイタリアの芸術家達(ジョヴァンニ・ファットーリなど)の作品
- 中央ホール：ヴェネツィア・ビエンナーレが開催された頃から1950年代までの作品
- Room3：彫刻家アドルフォ・ヴィルトの作品
- Room4:イタリア及び海外の芸術家の作品(カルロ・カッラ、ジョルジョ・モランディ、ジョルジョ・デ・キリコ、イヴ・タンギー、ロベルト・マッタ、ジョアン・ミロ、ワシリー・カンディンスキーなど)
- Room5及び6：Bevilacqua La Masa財団が1908年から1924年にかけて行った展示会を記念した作品
- Room7：1930年代～1950年代の作品(フォルトゥナート・デペーロなど)
- Room8：第二次世界大戦以前ごろの作品
- Room9：第二次世界大戦以降の作品
- Room10：小規模な企画展やビデオ作品など

## 東洋美術
最上階は東洋美術の作品が展示されており(30,000点ほど所有)、日本の礒田湖龍斎、鈴木春信、葛飾北斎の作品や、中国、インドネシアの作品が多く展示されている。これらはエンリコ・カルロ・ディ・ボルボーネ＝パルマ（バルディ伯爵）が1887年9月から2年3カ月に渡ってアジアを訪れた際に集めたもの（バルディコレクション）で、日本にも1889（明治22）年2月に長崎到着後約8カ月間滞在した。現在は国際現代美術館に寄贈されている。